# مرغ درختزار زنگاری
مرغ درختزار زنگاری (نام علمی: Megalurulus rubiginosus) نام یک گونه از سرده مرغ‌های درختزار است.